# Ahmed-Pasha Jimshiashvili
Ahmed Bey Jimshiashvili, posteriormente Ahmed Paşa (en georgiano: აჰმედ-ფაშა ხიმშიაშვილი; Nigazeuli, 1781-octubre de 1836) fue un noble musulmán georgiano de la familia Jimshiashvili de Ayaria, que gobernó como gobernante autónomo (bey) bajo el Imperio otomano después de 1818. Desempeñó un papel notable en el teatro del Cáucaso. de la guerra ruso-turca (1828-1829), siendo incapaz de recuperar Ajaltsije para los otomanos pero deteniendo los intentos rusos de invadir Ayaria. Posteriormente, Ahmed abandonó su anterior diplomacia clandestina con los rusos y sirvió lealmente al gobierno otomano como comandante en Kars y Erzurum. Murió luchando contra los insurgentes kurdos en 1836.

## Principio de su carrera
Ahmed Bey era hijo de Selim Bey de Ayaria, un derebey ("el señor de los valles") de Alta Ayaria, que fue ejecutado en 1815 por haberse opuesto al control otomano de los feudos musulmanes de Georgia. Después de esto, Ahmed Bey y su hermano Abdi Bey huyeron con sus suegros en el vecino principado de Guria, súbdito del Imperio ruso. 
En 1818, una vez que la fuerza punitiva otomana abandonó Ayaria, Ahmed regresó a su pueblo natal de Nigazeuli, amplió la base de poder de su familia en Ayaria y se estableció en Julo, donde construyó un castillo sobre las ruinas de un antiguo monasterio cristiano.  También intentó extender su influencia a Guria, donde apoyó a la oposición antirrusa y amenazó a los leales rusos. El 9 de abril de 1819, Ahmed Bey realizó una incursión sorpresa en Guria, incendió el pueblo de Askana y se llevó a muchos prisioneros. En su camino de regreso, ya en Ayaria, los gurios lo alcanzaron y lo derrotaron en una batalla campal, liberando a sus compatriotas. Al menos 34 adjarianos, incluido un agha, murieron; mientras que el primo de Ahmed, dos funcionarios turcos, 12 portaestandartes y otras 79 personas fueron llevados cautivos. Un incidente indujo a las tropas rusas a involucrarse más enérgicamente en los distritos fronterizos, lo que provocó una serie de incursiones de represalia en los asentamientos musulmanes.

## Guerra ruso-turca (1828-29)
El gobierno de la familia Jimshiashvili en Ayaria fue en gran parte autónomo del gobierno central otomano que, al enfrentarse a una nueva guerra con Rusia en 1828, necesitaba urgentemente irregulares locales para reforzar sus propias fuerzas débiles en el sudoeste del Cáucaso y tenía que depender de los servicios de beys locales. Por otro lado, el comandante en jefe ruso, el conde Iván Paskévich, intentó, a través del general Vasili Bebutov, comprar la lealtad de Ahmed con la promesa de seguridad de sus propiedades, el rango de general ruso, una orden imperial y una pensión estatal. Finalmente, los otomanos se ganaron a Ahmed al otorgarle el derecho de gobernar Ajaltsije como un pashá si recuperaba esa ciudad de los rusos.
En febrero de 1829, Ahmed, al frente de unas 20.000 tropas ayarias y turcas, avanzó rápidamente hacia Ajaltsije, tomó el control de la ciudad y sitió su ciudadela defendida por el general Bebutov. La guarnición resistió y el hermano de Ahmed, Avdi Bey, no pudo evitar que los refuerzos rusos llegaran a través de la garganta de Boryomi. El 4 de marzo de 1829, Ahmed se retiró a Ayaria pero lanzó otra ofensiva contra Ajaltsije en abril, pero fue derrotado por el general Iván Burtsev en Tsurtskabi el 30 de abril.
Después de estas derrotas, Ahmed y Bebutov reanudaron las negociaciones clandestinas, que fracasaron por completo después de que el general Dmitri Osten-Sacken sucedió a este último como comandante en Ajaltsije. En agosto de 1829, Osten-Sacken aprovechó la ausencia de Ahmed en el área de Batumi e invadió la Alta Adjara con una fuerza de 3.000 hombres. Ocupó y saqueó Julo, pero se encontró sitiado en un terreno montañoso difícil y tuvo que abrirse camino luchando, con muchas bajas infligidas por la enfermedad y las guerrillas ayarias, de regreso desde Ajaltsije. El segundo intento de los rusos de invadir Ayaria, esta vez por el general Karl Hesse de Guria, se estrelló en Tsijisdziri en septiembre de 1829. El camino a Guria ahora estaba abierto para los ayarios, pero llegó la noticia de un tratado de paz y todas las operaciones en el área fueron detenidos.

## Final de su carrera
El tratado de Adrianópolis de 1829 dejó Ajaltsije en manos rusas y Ahmed, finalmente, optó por el servicio leal a los otomanos. Se convirtió en beylerbey de Çıldır y Kars y de Erzurum en 1836. Tenía el rango de serasker y recibió varias órdenes otomanas. 
Murió mientras luchaba contra los rebeldes kurdos en el norte de Anatolia en octubre de 1836. Ahmed fue sucedido como bey en la Alta Ayaria por su hermano, Kor Hussein Bey, ya que su hijo, Sherip, todavía estaba en minoría.